# Remences (grup musical)
Remences va ser un grup de punk rock format l'any 1992 a Rubí. D'ideologia antifeixista i independentista, va ser una de les primeres formacions influenciades per l'oi! anglès que usaren el català amb normalitat.

## Discografia
- No t'arronsis (maqueta, Capità Swing, 1994)[3]
- Remences (Plastic Disc, 1997)
- Ràdio Remences (EP, 1999)
- Seguim fent soroll! (senzill, 2016)